# Fritz Johannsen
Frederik "Fritz" Ferdinand Wilhelm Johannsen, född 16 april 1855 i Köpenhamn, död 11 januari 1934 i Frederiksberg, var en dansk ingenjör och företagsledare. Han var bror till Wilhelm Johannsen.
Johanssen avlade polyteknisk examen 1877 och arbetade därefter under några år som assistent vid bland annat enskilda järnvägar och dammbyggnader, var därefter under tre år anställd som ingenjör vid statsbanorna på Jylland och Fyn och under tre år vid Köpenhamns befästningsanläggningar. Åren 1888–1902 utförde han som entreprenör en rad betydande ban-, hamn- och broanläggningar samt projekterade och ledde ombyggnaden av Frederiksbergs och Köpenhamns spårvägar 1897–1902, dessutom utarbetade han 1900 ett prisbelönt förslag till ordnandet av Köpenhamns bangårdsförhållanden och 1902 ett reviderat förslag till dessa, vilket lades till grund för den anläggning som genomfördes. År 1903 utnämndes han till verkställande direktör för Kjøbenhavns Telefon Aktie-Selskab, en utifrån hans tidigare verksamhet – både i tekniskt och administrativt hänseende – vitt skild institution, vilket vittnar om hans allsidiga tekniska kunnande och administrativa duglighet, särskilt med beaktande av att telefonbolaget under hans ledning blev mönster för dylika företag. Han beklädde en rad betydande såväl offentliga som enskilda förtroendeuppdrag, bland annat som medlem av Frederiksbergs kommunalstyrelse 1897–1908, som medstiftare av Dansk Ingeniørforening och som dess ordförande 1916–1920, som medlem av styrelserna for talrika handels- och industriföretag. Han var även vicepresident i Danmarks naturvidenskabelige Samfund. Han invaldes som utländsk ledamot av Kungliga Ingenjörsvetenskapsakademien 1924.

## Utmärkelser
- Förtjänstmedaljen i guld,  1904[3]
- Dannebrogsmännens hederstecken,  1917[3]
- Hedersdoktor,  1929[3]
- Kommendör av första graden av Dannebrogorden,  1930[3]

[Redigera Wikidata]